# 2020年東京オリンピックのバーレーン選手団
2020年東京オリンピックのバーレーン選手団は、2021年7月23日から8月8日にかけて日本の首都東京で開催された2020年東京オリンピックのバーレーン選手団。

## メダル
| メダル | 選手名                 | 競技 | 種目       | 日付   |
| ------ | ---------------------- | ---- | ---------- | ------ |
| 銀     | カルキダン・ゲザヘグネ | 陸上 | 女子10000m | 8月7日 |